# Biserica de lemn din Măguri-Răcătău, filia Teleni

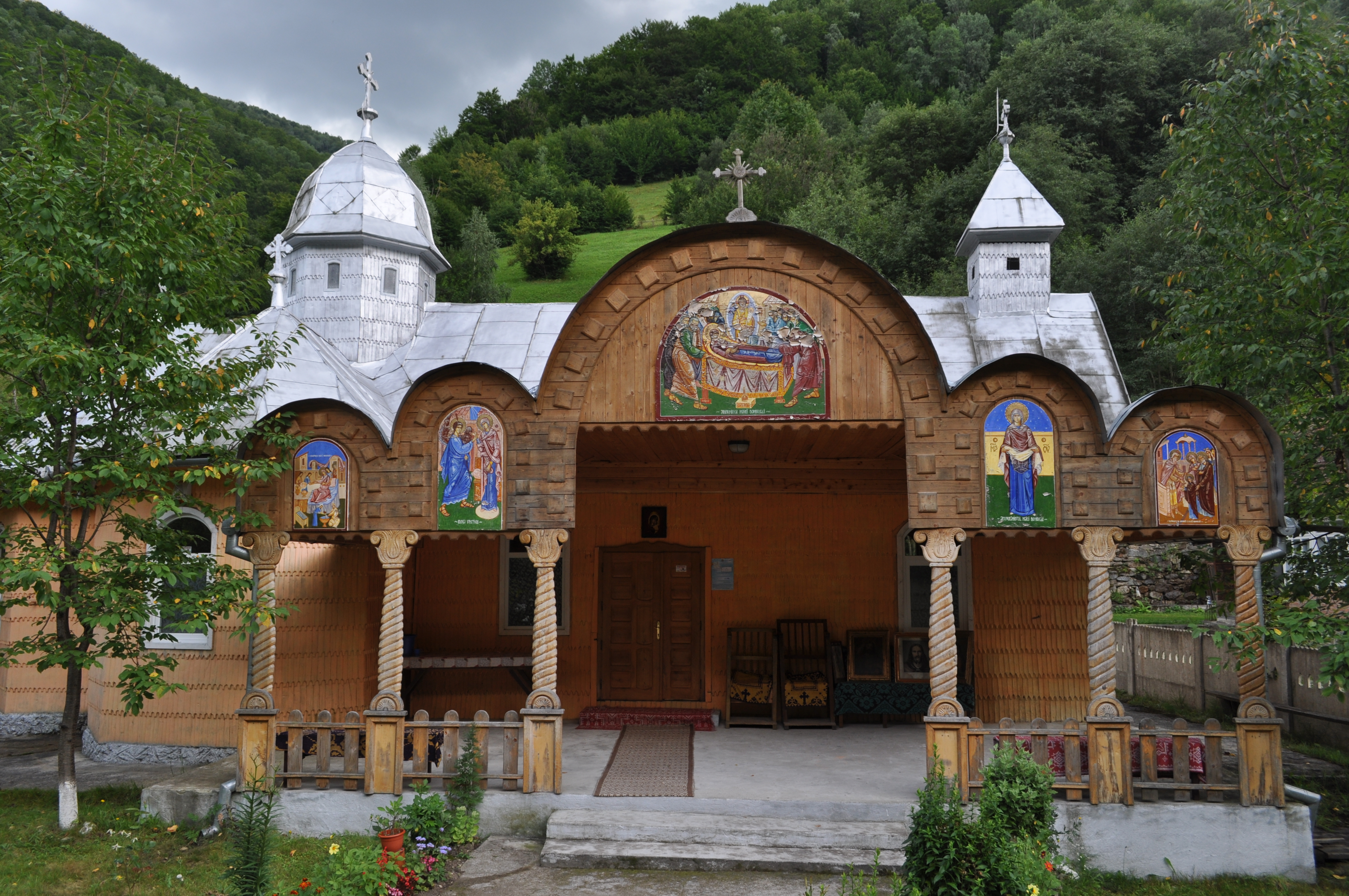
Biserica de lemn „Adormirea Maicii Domnului” din Măguri-Răcătău, filia Teleni, județul Cluj, foto: august 2011.

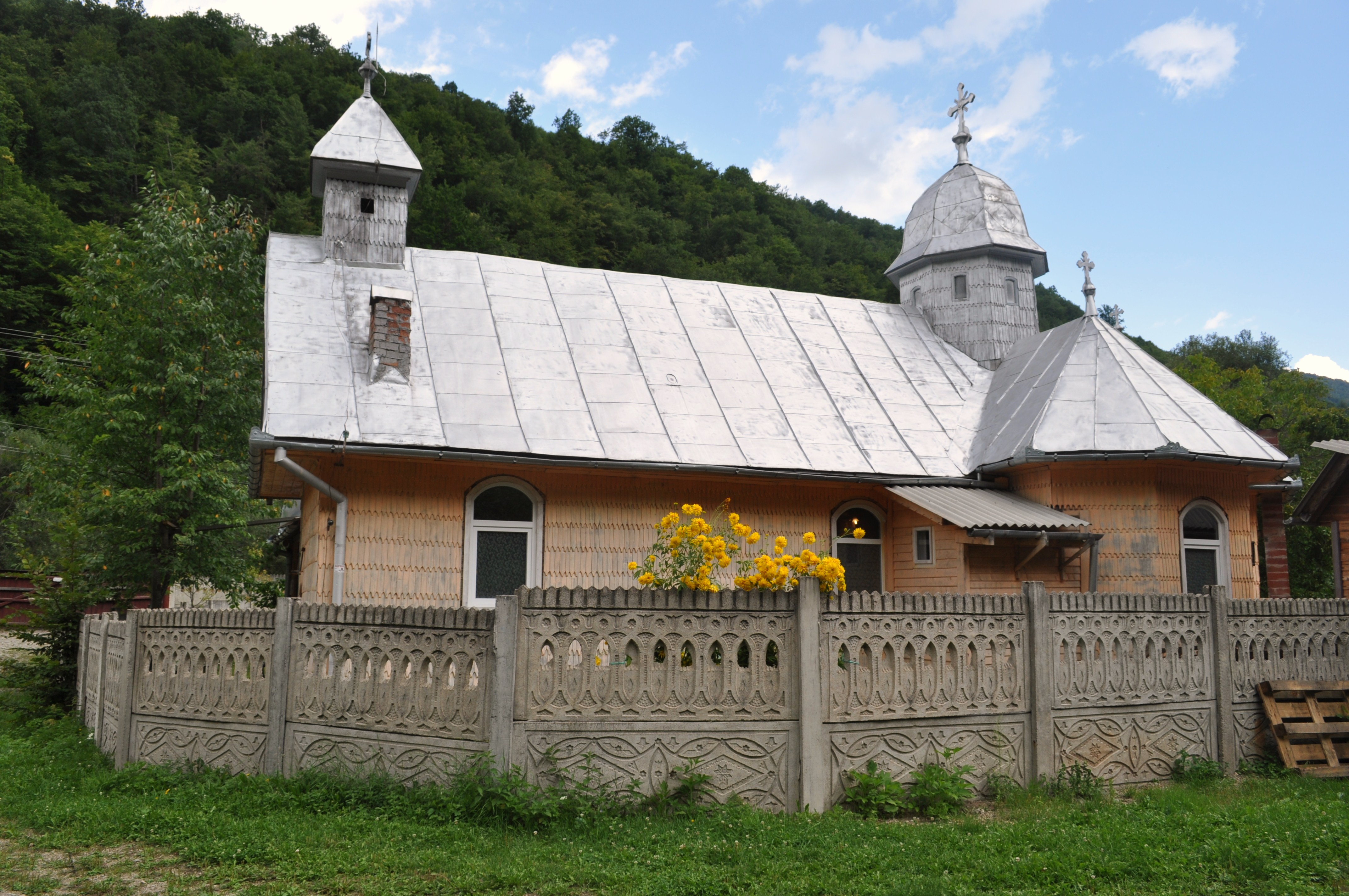
Biserica de lemn „Adormirea Maicii Domnului” din Măguri-Răcătău, filia Teleni, județul Cluj, foto: august 2011.

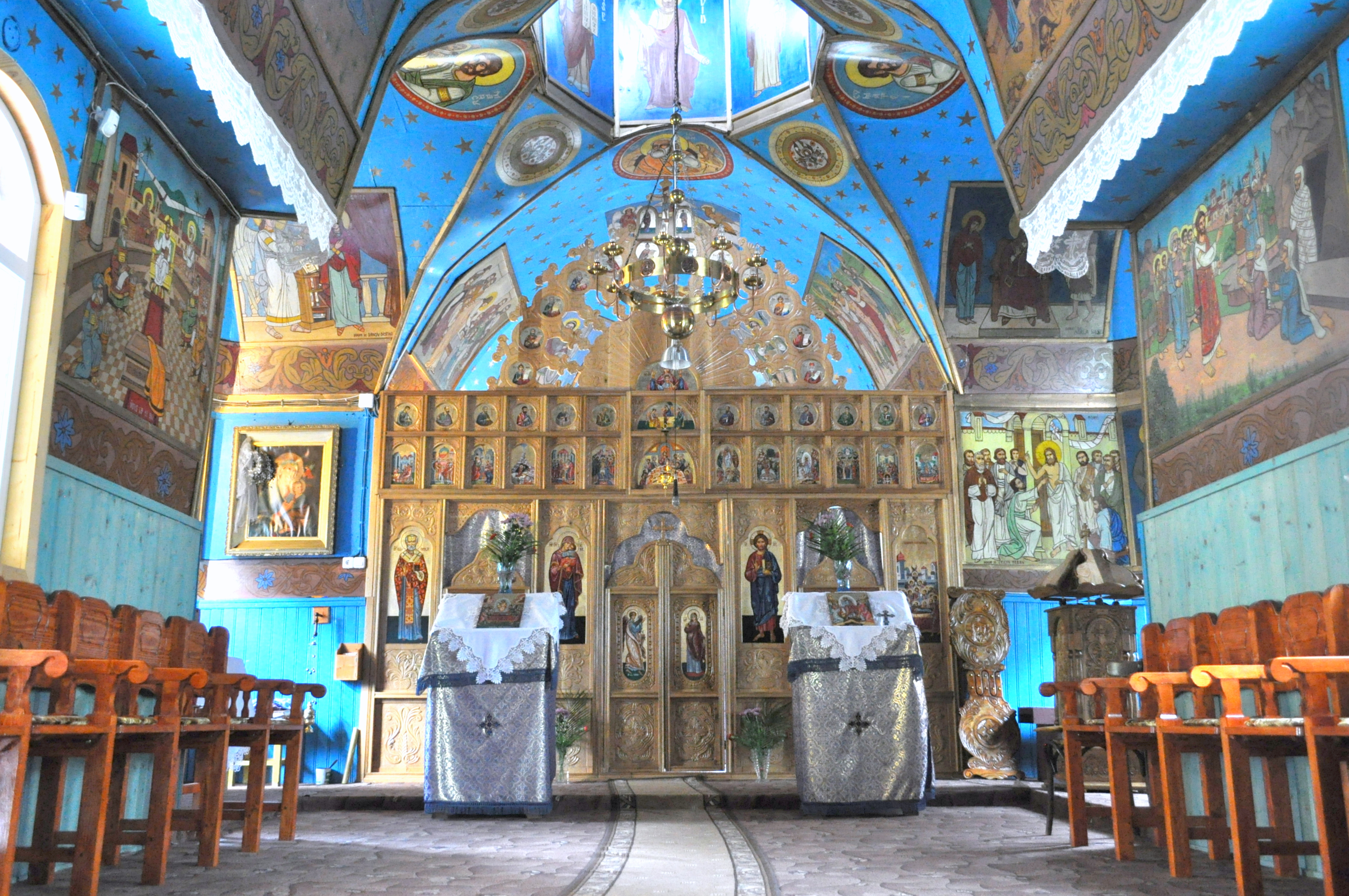
Interiorul navei

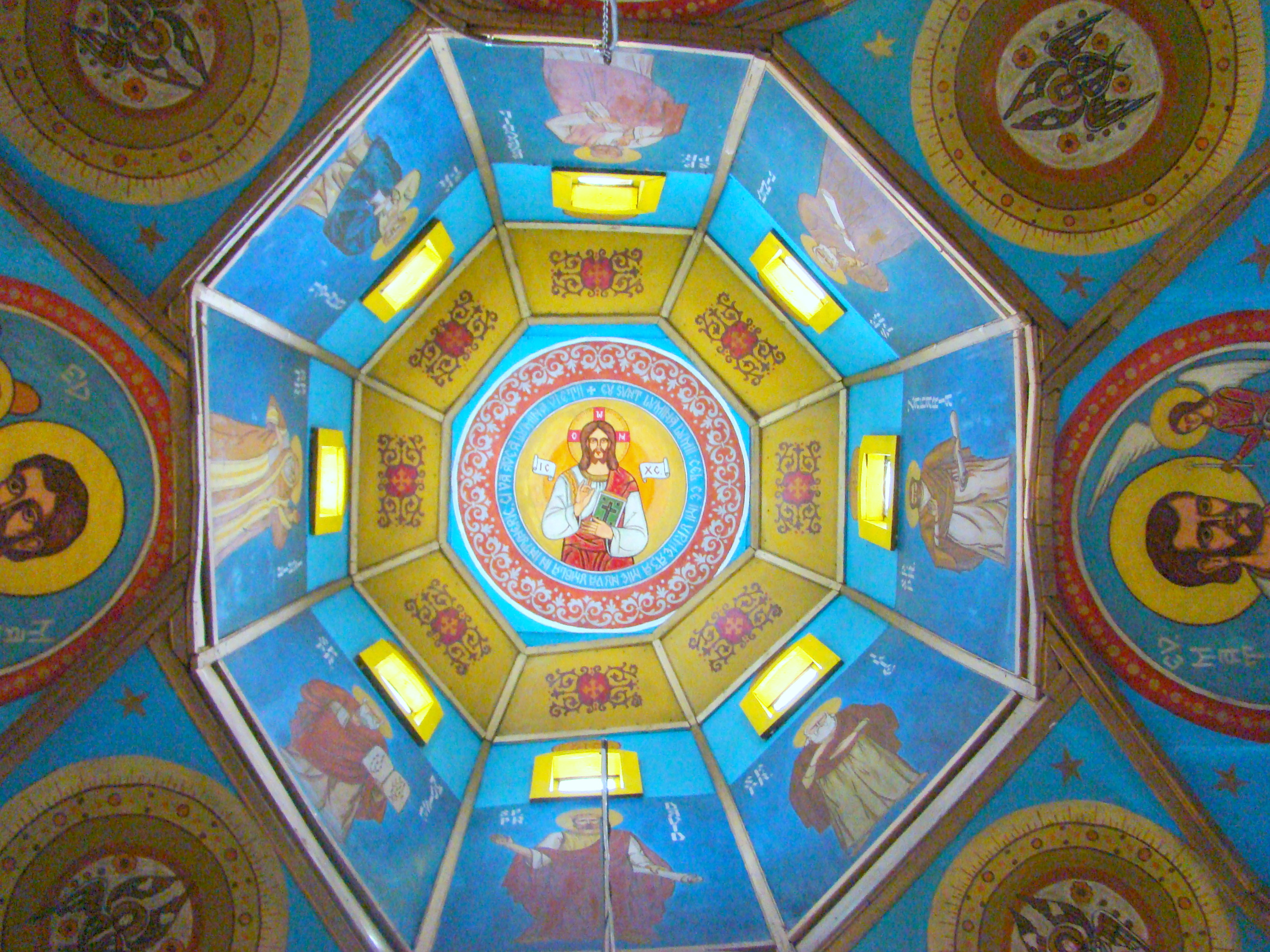
Interiorul navei

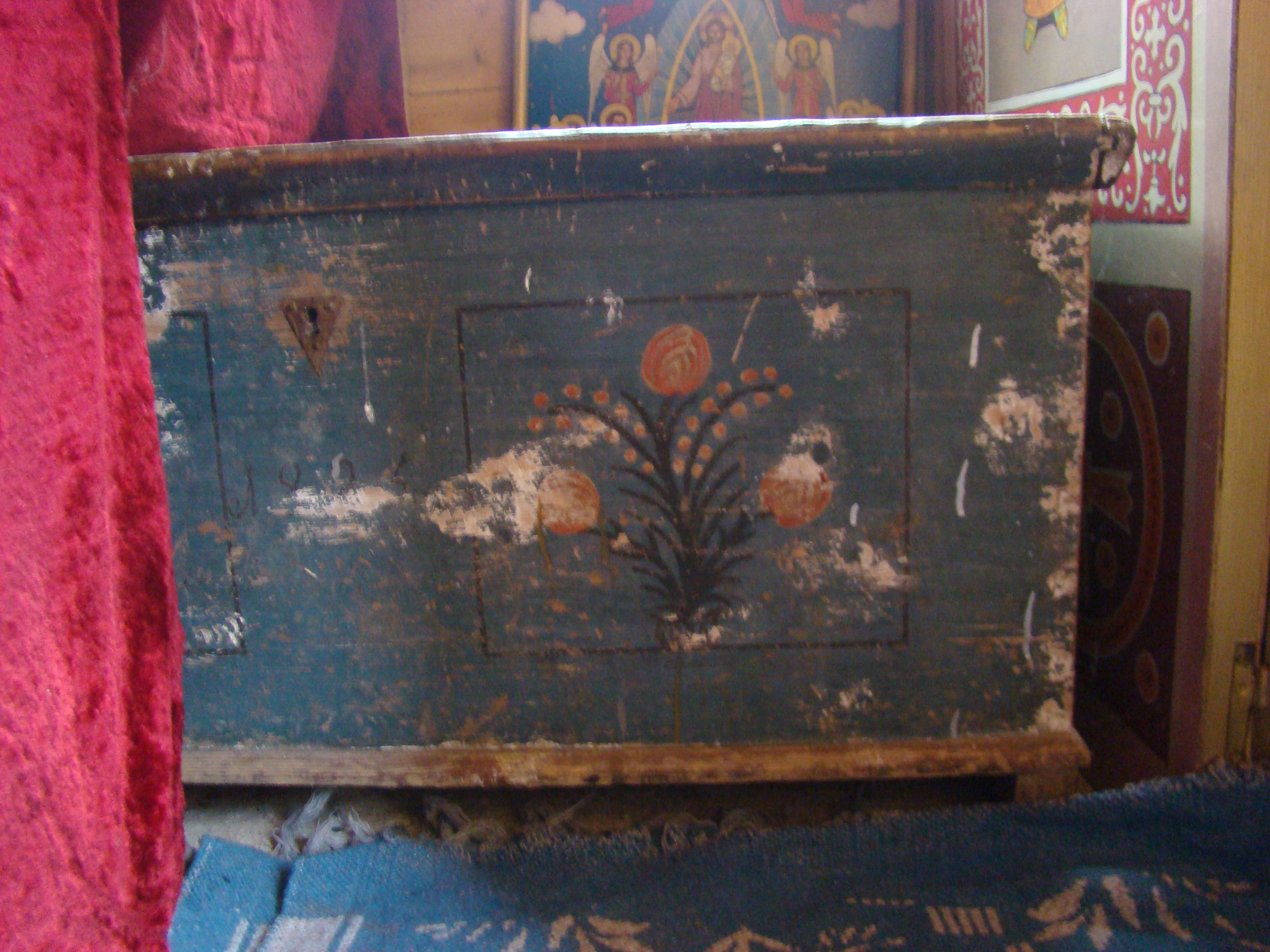
Ladă de la 1825 în care erau păstrate obiectele de cult

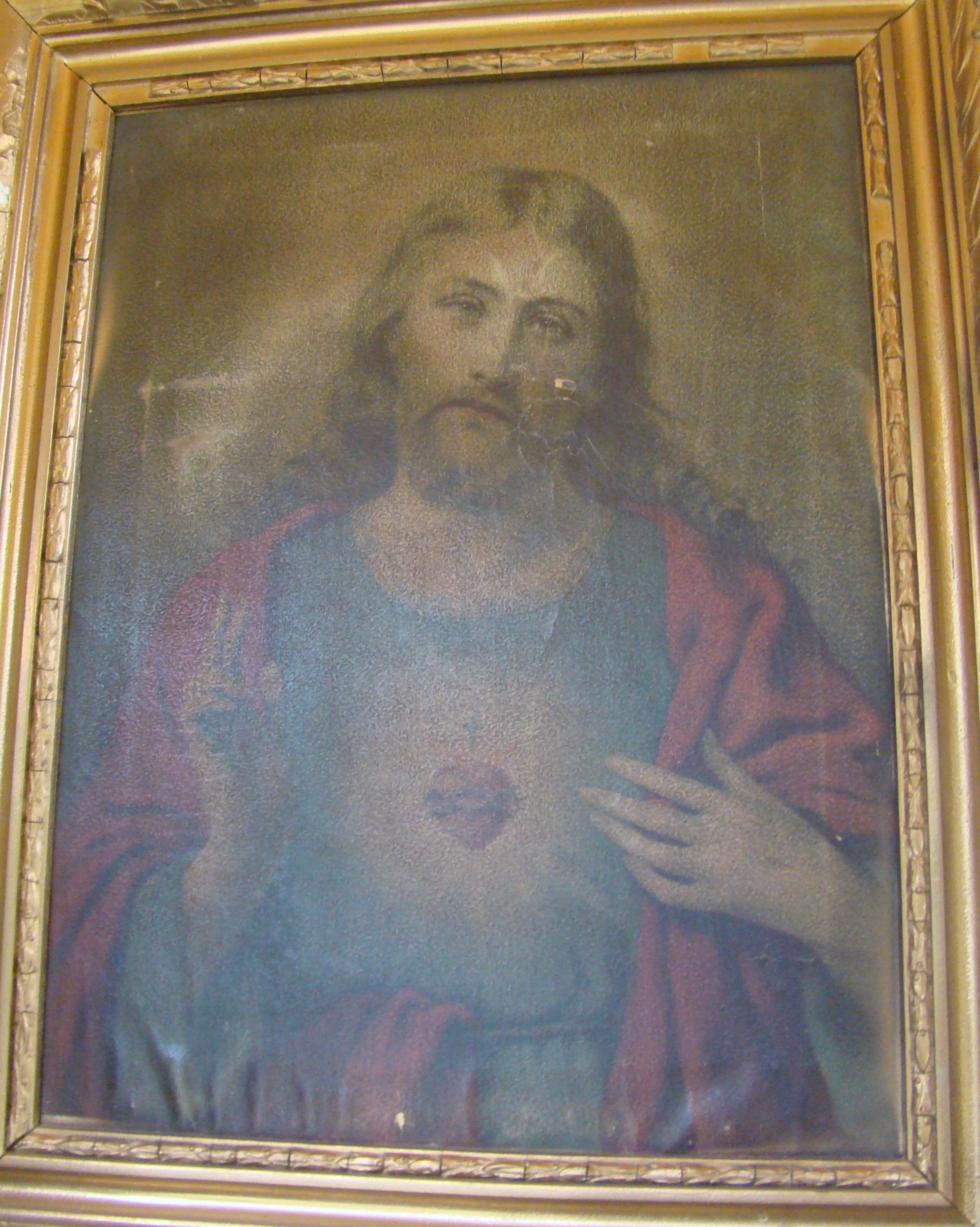
Icoană de factură romano-catolică

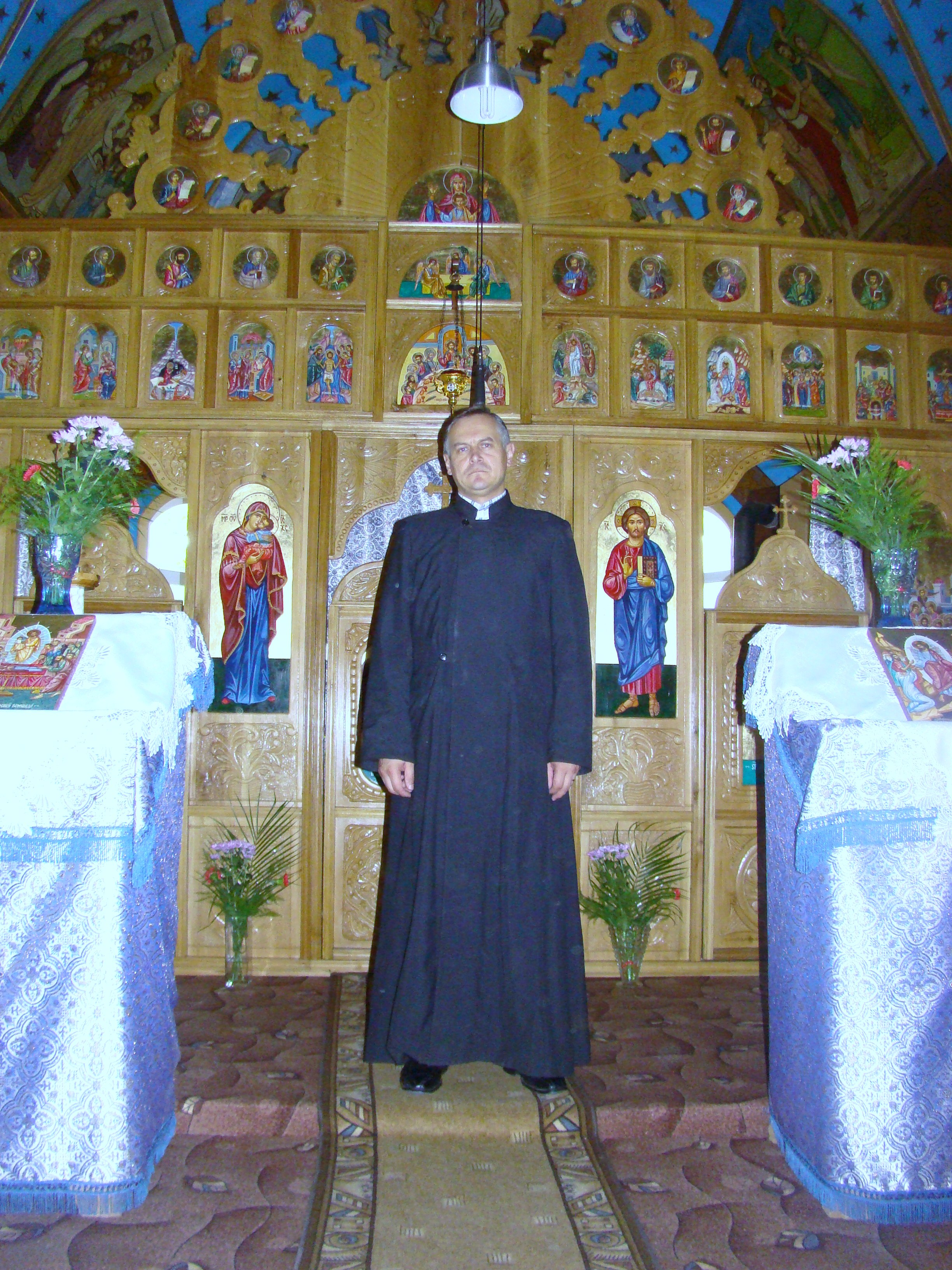
Preotul Așchilean Dorel

Biserica de lemn din Măguri-Răcătău, filia Teleni a fost construită în anul 1825. Are hramul „Adormirea Maicii Domnului” (15 august).

## Istoric și trăsături
Comuna Măguri-Răcătău, este situată în Munții Apuseni, masivul Gilău, la 40 km. de Cluj. Este alcătuită din trei sate: Răcătău, Muntele Rece și Măguri, iar centrul de comună se află în Răcătău. Întrucât, la început Primăria se găsea în satul Măguri iar apoi, în urma unor împărțiri administrative între comune, în 1956 a fost mutată în satul Răcătău, comuna se numește Măguri-Răcătău. Satul Răcătău nu are o vechime mare, cca. 200 de ani, acesta conturându-se mai pregnant la începutul sec. XX, în jurul fabricii de cherestea din centrul satului. Neexistând biserică, localnicii de aici mergeau la biserică pe jos fie în Măguri sau Muntele Rece, fie în Mărișel, toate fiind pe vârf de munte și foarte departe.
Conform unei legende preluată de bătrânii locului din gura strămoșilor lor, în anul 1825 un grup de muncitori italieni care lucrau la exploatarea forestieră în zonă, au găsit un bulgăre mare de gheață care, în ciuda faptului că era luna august, nu se topea. Aceștia fiind uimiți de acest fenomem, dar și credincioși, au intuit că este o minune divină și au apelat la preotul romano-catolic din localitatea Florești. Acesta venind la fața locului, a săvârșit o slujbă în urma căreia gheața s-a topit iar ei au interpretat aceste întâmplări ca un semnn ceresc că acolo trebuie înălțată o biserică. Astfel a fost construită o mică biserică din lemn de 20 de metri pătrați (5x4m), plus un mic altar și i-au pus hramul „Adormirea Maicii Domnului”, sărbătorit la 15 august. Până în 1918 se slujea aici doar de hram, alternativ romano-catolicii și ortodocșii. Apoi a fost abandonată pentru o perioadă bună de timp, ajungând depozit de cânepă și în prag de demolare. 
Înmulțindu-se locuitorii pe firul râului Someșul Rece unde este situată biserica, în anul 1957 a fost mărită cu 30 metri pătrați, adăugându-se 6m la lungimea ei, repunerea în seviciu a bisericii fiind dată de târnosirea acesteia în cultul ortodox de către episcopul ortodox de la Episcopia Vadului, Feleacului și Clujului. Între anii 1986-1988, pr. paroh Danciu Gheorghe, a realizat lucrări majore la sfânta biserică ce au constat în pictura interioară, construirea unui nou altar, a bolții și a turlei, precum și a două abside laterale, suprafața totala utilă extinzâdu-se cu încă 52 metri pătrați, dintre credinciosi implicându-se profund material și fizic cântărețul bisericii Filip Iosif cu soția Ecaterina, precum reiese din Pisania de la acea vreme. Biserica a fost resfințită în luna iunie 1988 de către I.P.S. Părinte Arhiepiscop Teofil Herineanul. Se spune că la construirea altarului original s-au folosit șapte feluri de lemn: brad, mesteacăn, plop, ulm, stejar, fag și paltin. La noua construcție s-au folosit doar rășinoase: molid și brad.
În anul 2003 au început lucrările de renovare a sfintei biserici în interior și exterior, impuse de starea de degradare a acesteia. Astfel la exterior a fost reparat acoperișul de tablă, a fost revopsită integral, au fost schimbate toate geamurile și ușa la intrare, a fost construită o terasă la intrare, ce folosește și ca altar de vară, cu pictură exterioară și sculptură. În interior a fost curățată pictura de fum și impurități, a fost adus la nivel naosul cu pronaosul (înainte era mult mai înalt pronaosul decât naosul) fiind desființată despărțitura dintre ele, s-a construit o cameră pentru mărturisire lângă absida din dreapta, a fost refăcută instalația electrică, a fost înlocuit iconostasul cu unul nou din stejar și icoanele, s-au schimbat stranele în biserică și scaunul arhieresc în altar, precum și alte intervenții mai mici. Retârnosirea bisericii a avut loc la 22 iulie 2007, săvârșită de către P.S.Părinte Episcop vicar Vasile Someșanul, înconjurat de un sobor de preoți, în prezența unui mare număr de credincioși.
Preoții care au păstorit la biserica cu hramul „Adormirea Maicii Domnului” din Teleni, filie la parohia Someșul Rece din 1957 până în 1974, apoi din 1974 filie la parohia Măguri-Răcătău până azi; până în 1963 la Parohia Someșul Rece a fost Pr. Stănescu; Pr. Sâncrăian Ioan 1964-1973; Pr. Tuluceanu Tudor 1973-1974; Pr. Danciu Gheorghe 1974–1988; Pr. Platon Ioan 1988–1990; vacantă 1990–1992, suplinită de Pr. Crișan Vasile de la Parohia Someșul Rece și Pr. Bancoș Vasile din Cluj; Pr. Așchilean Dorinel 1 iulie 1992 – prezent.

## Imagini din exterior

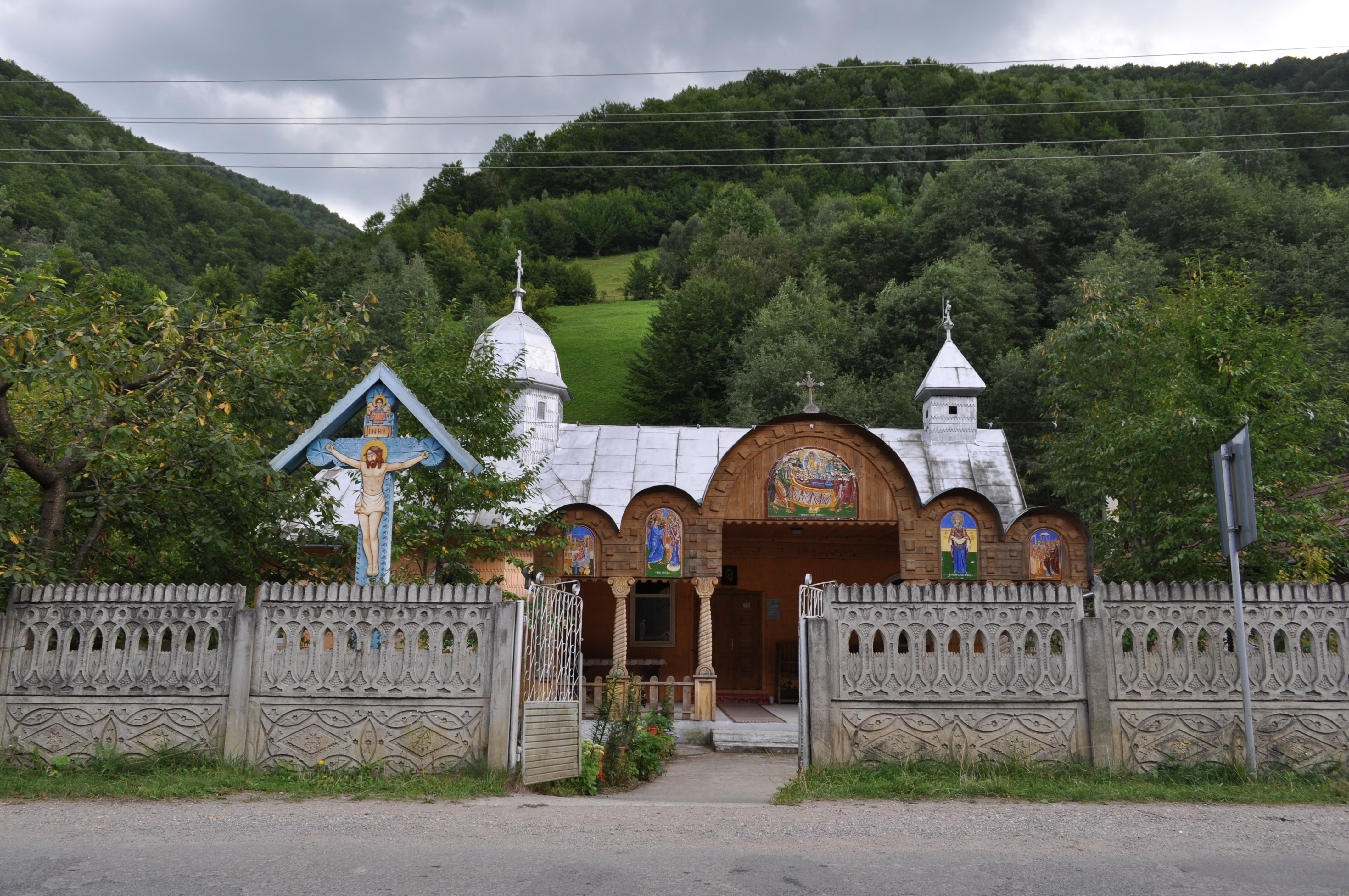
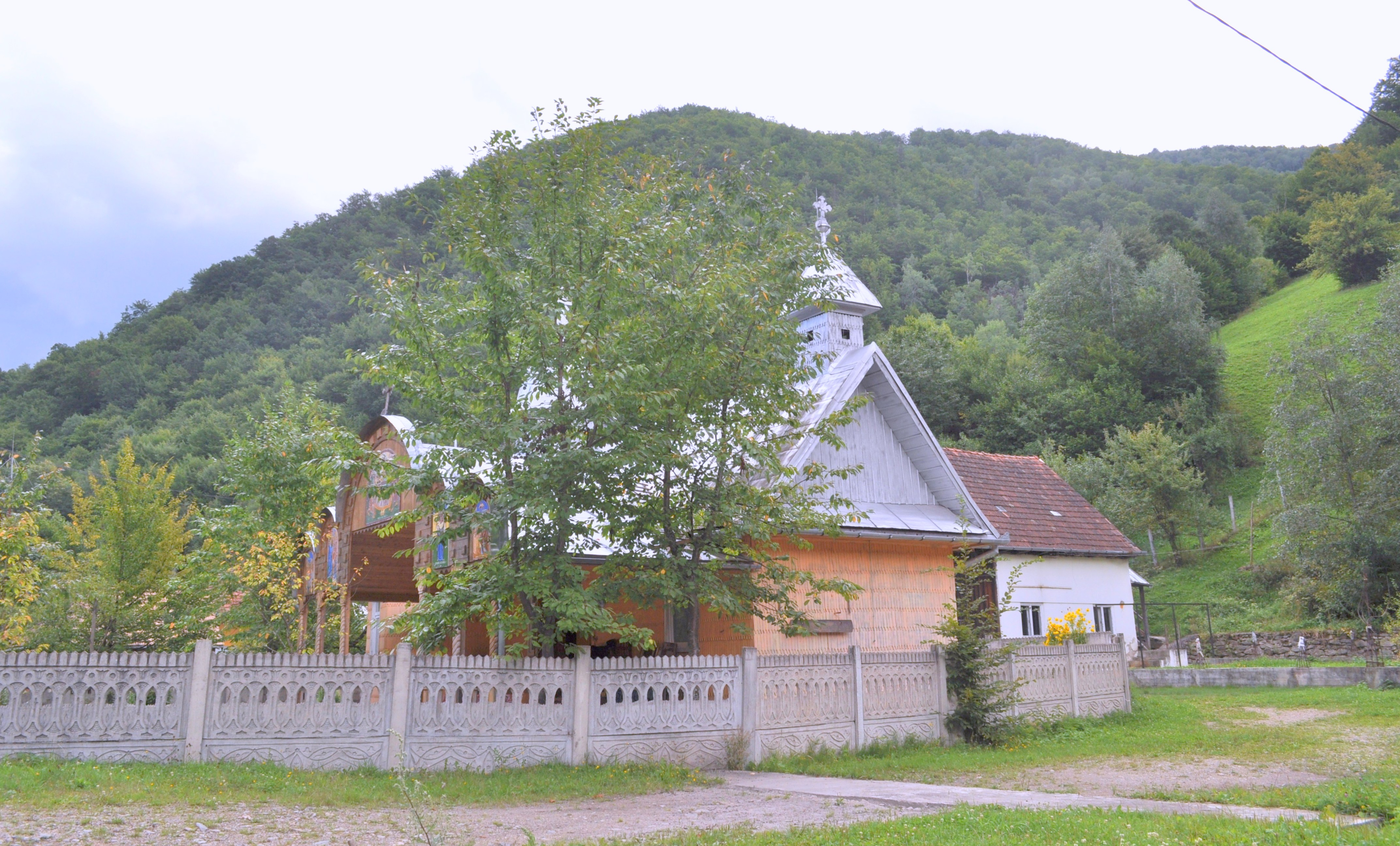
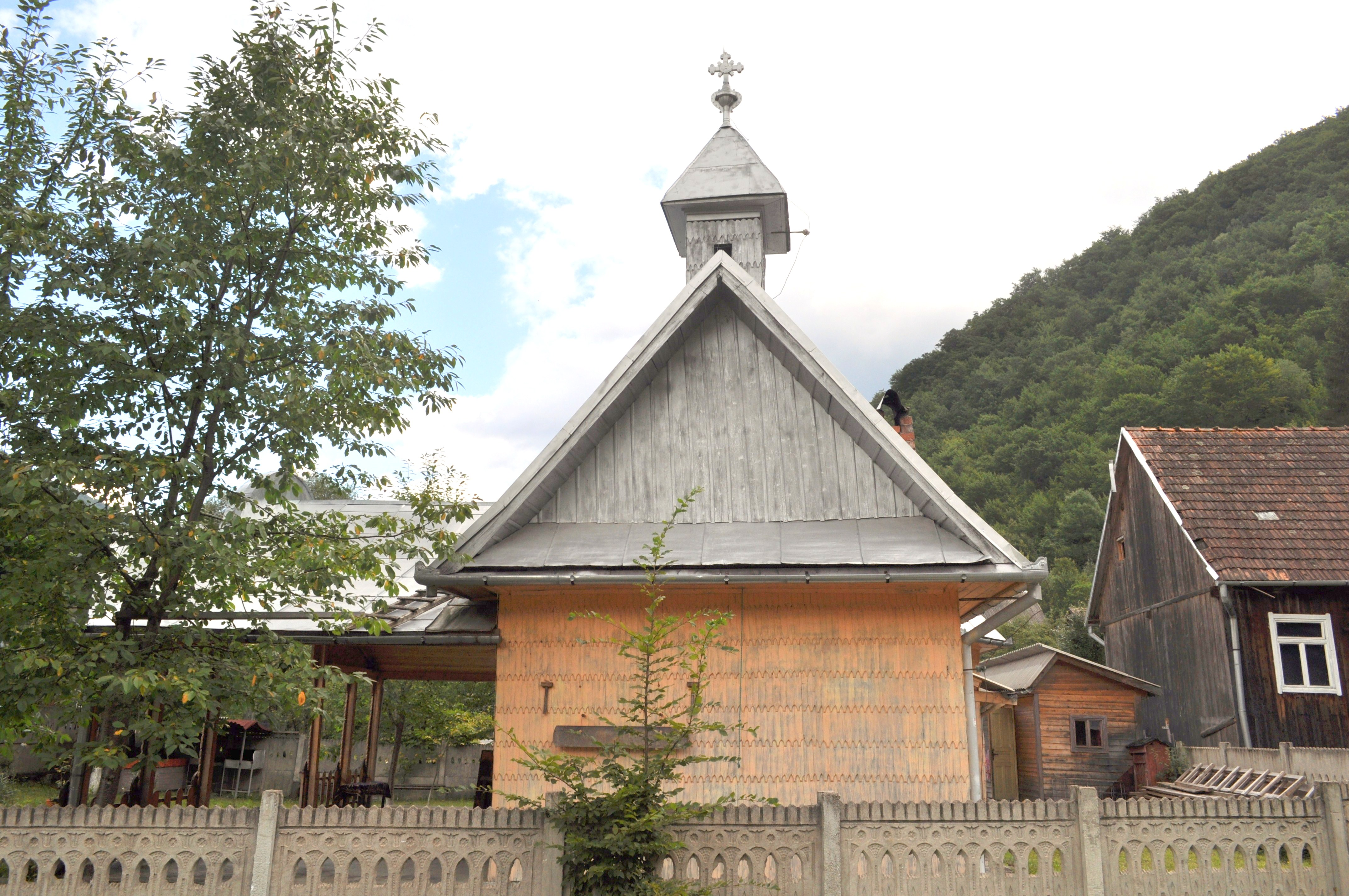
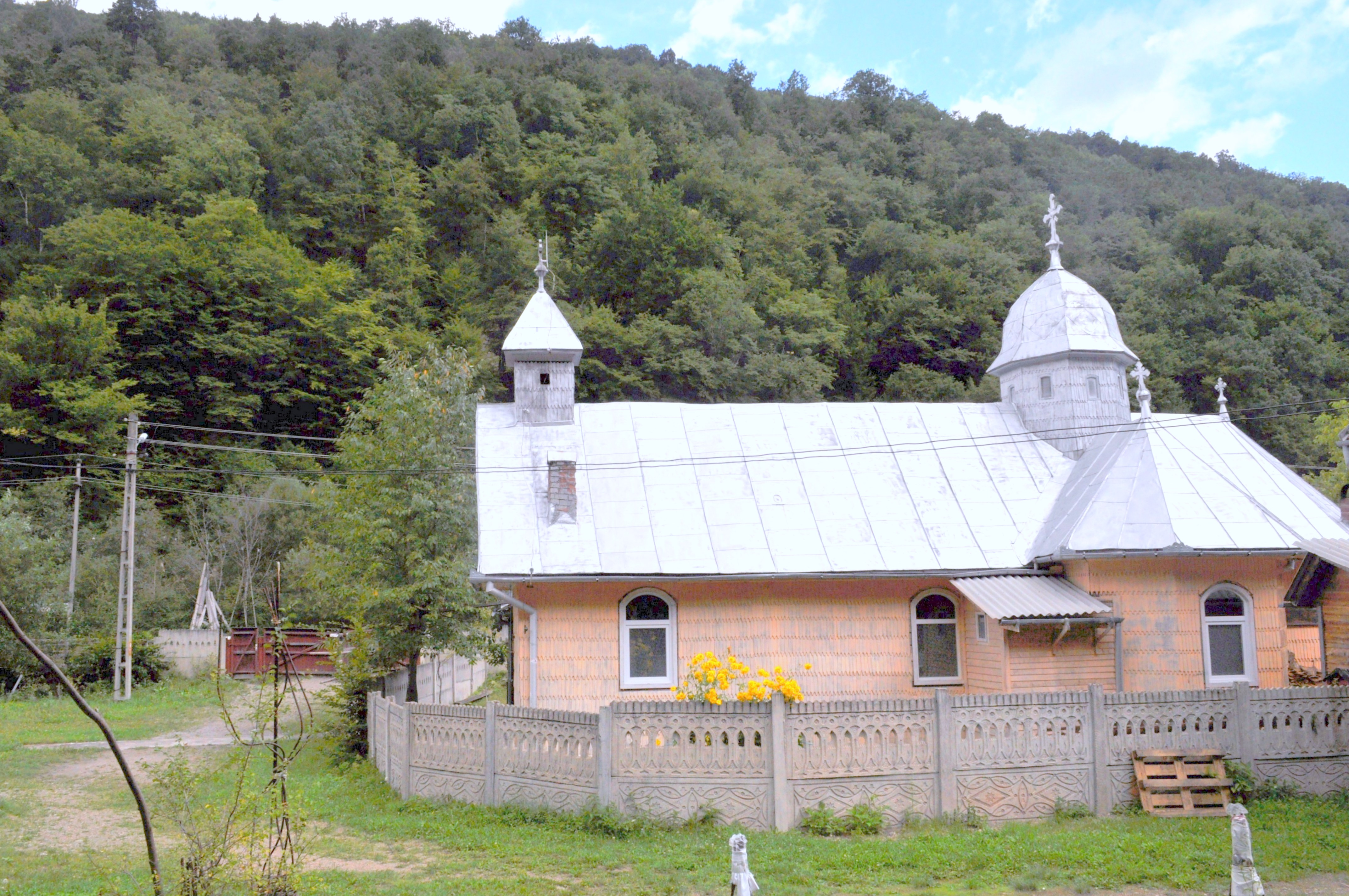
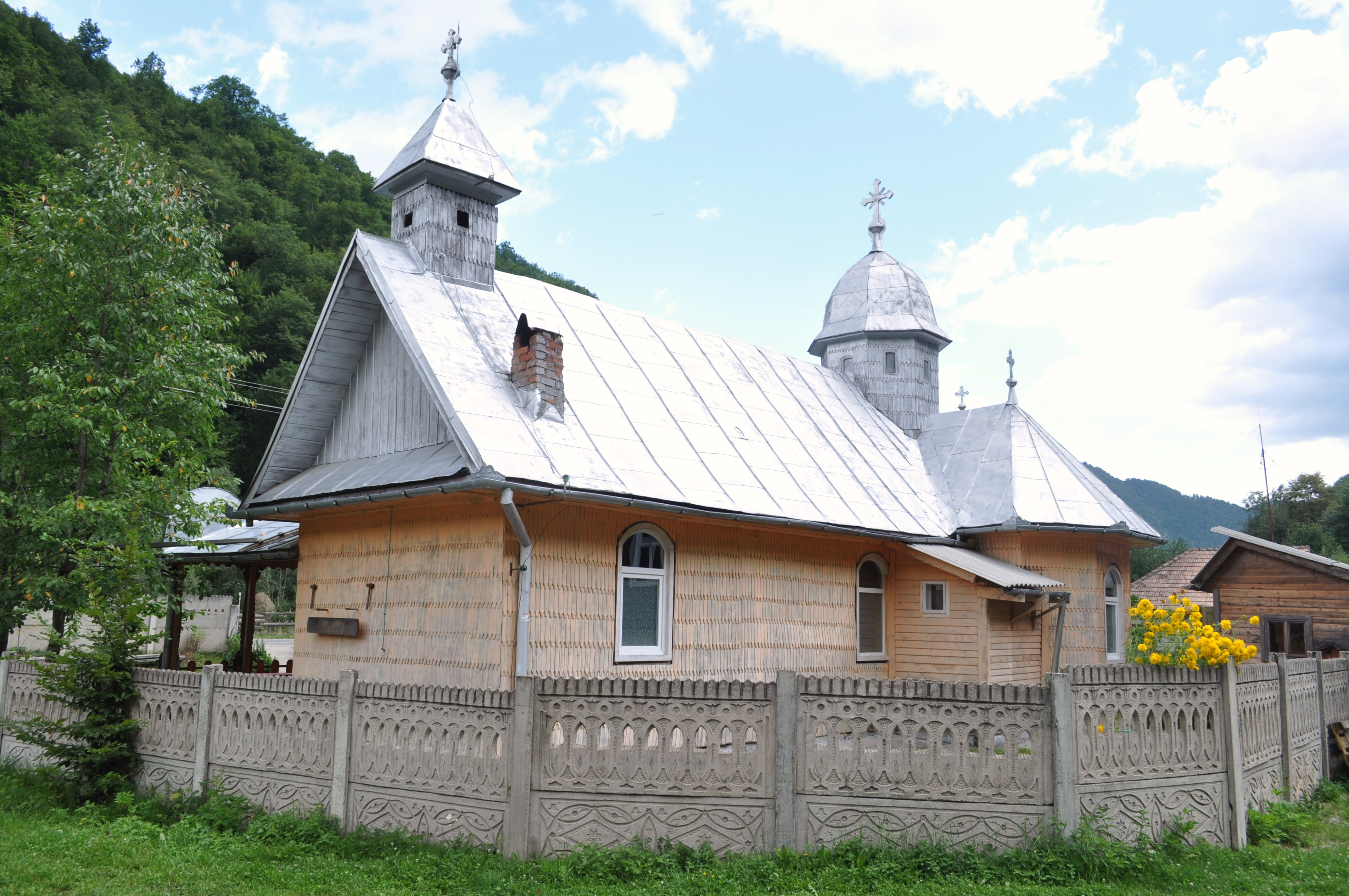
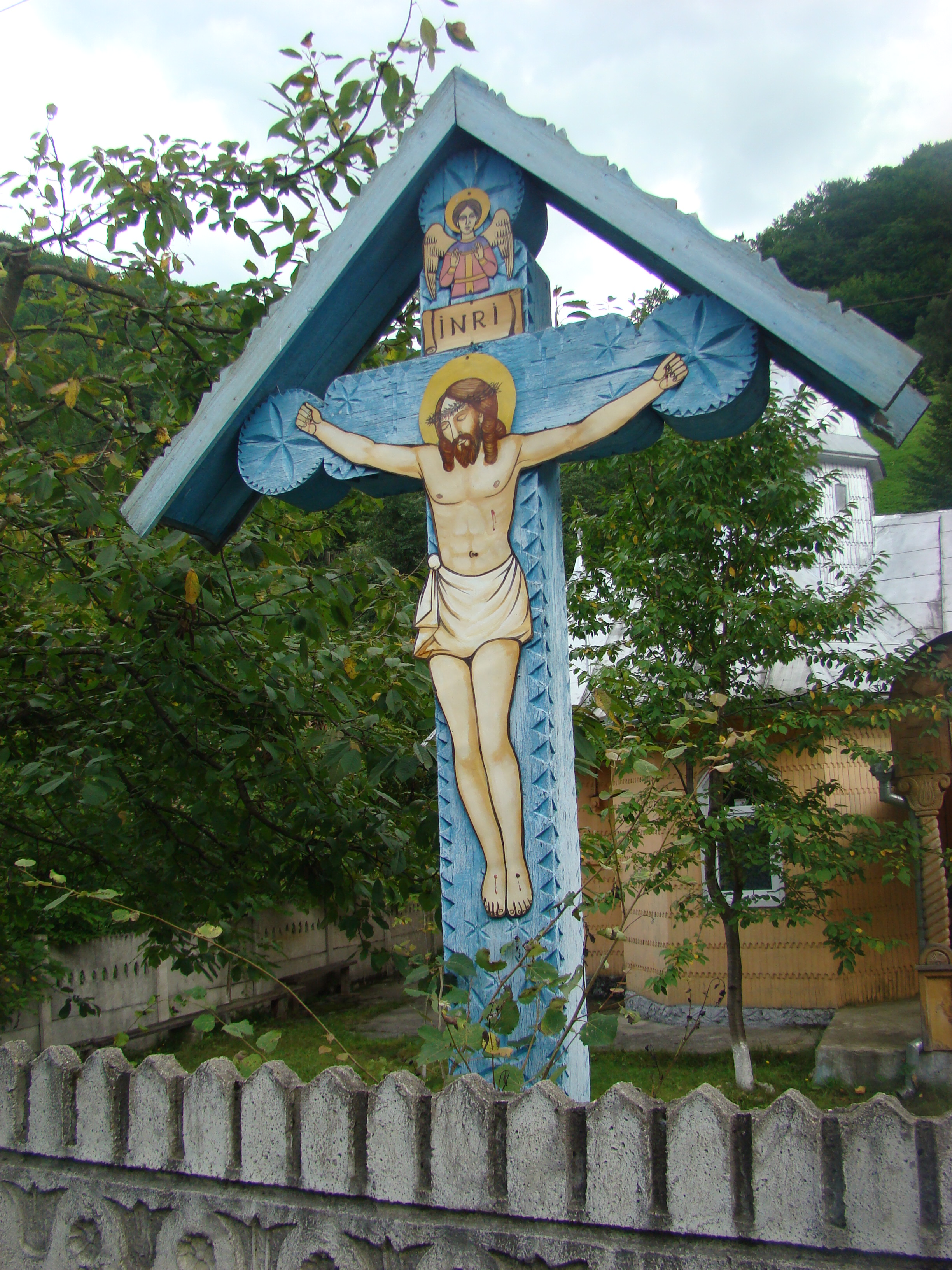
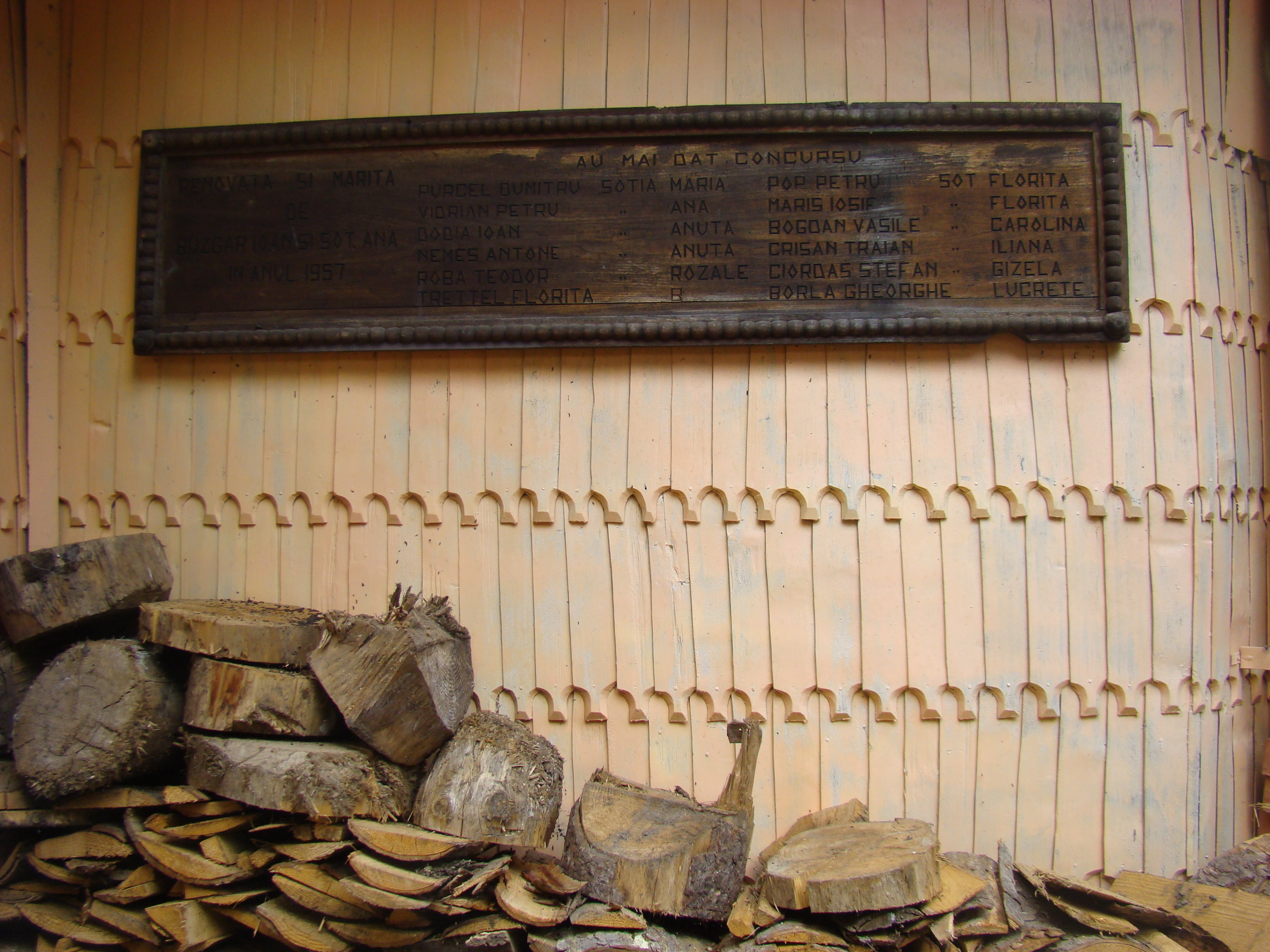

## Imagini din interior

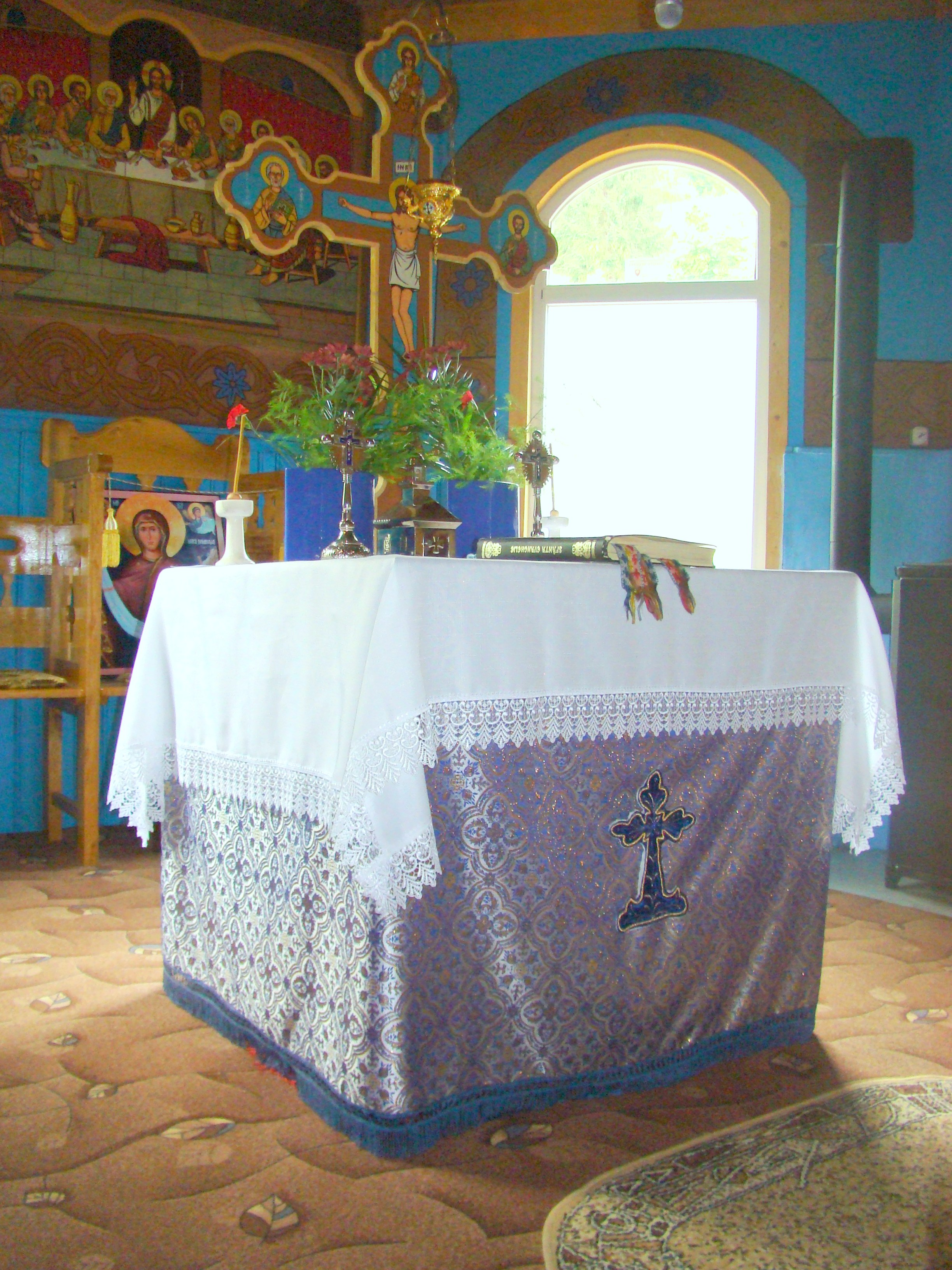
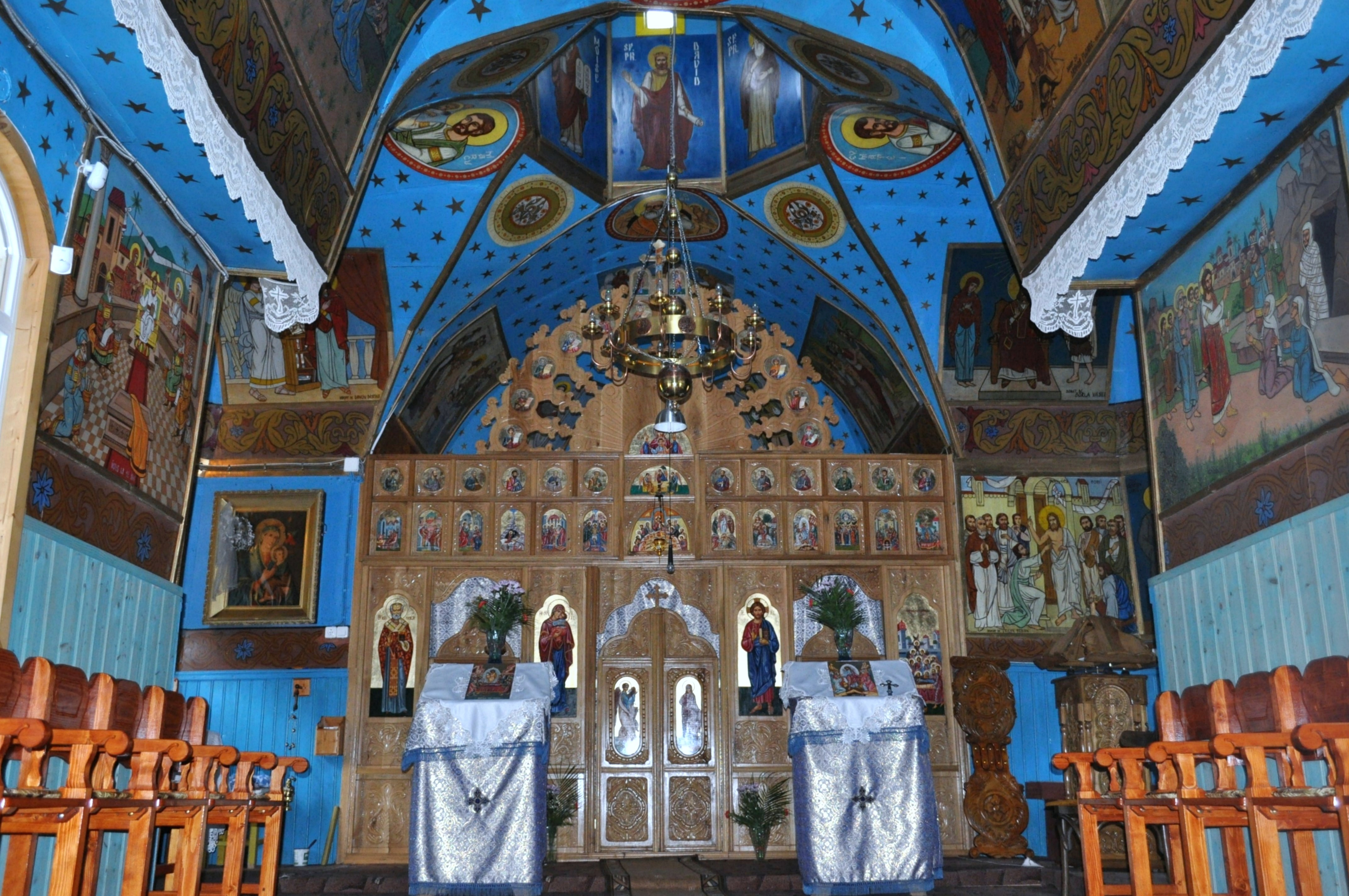
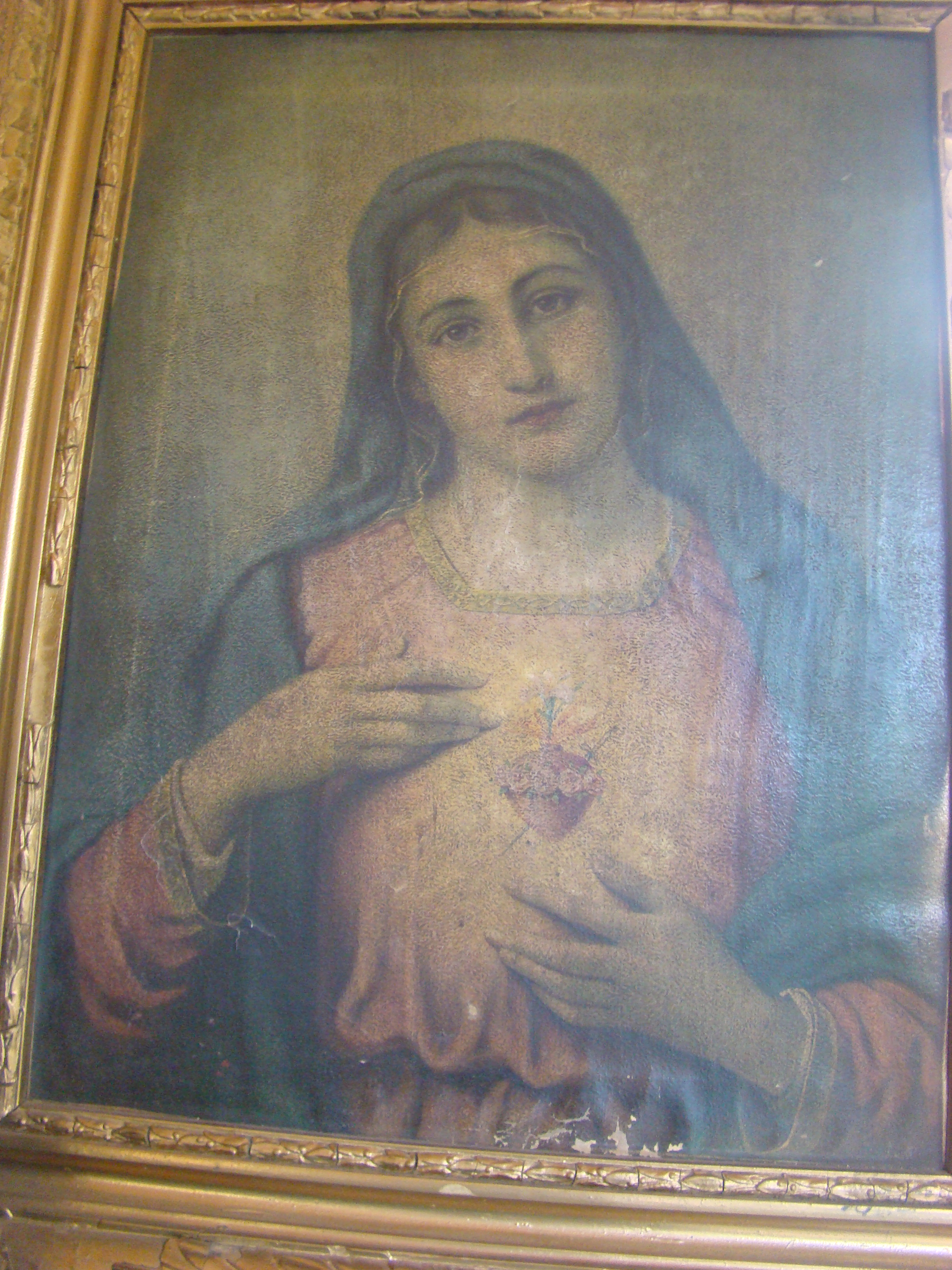
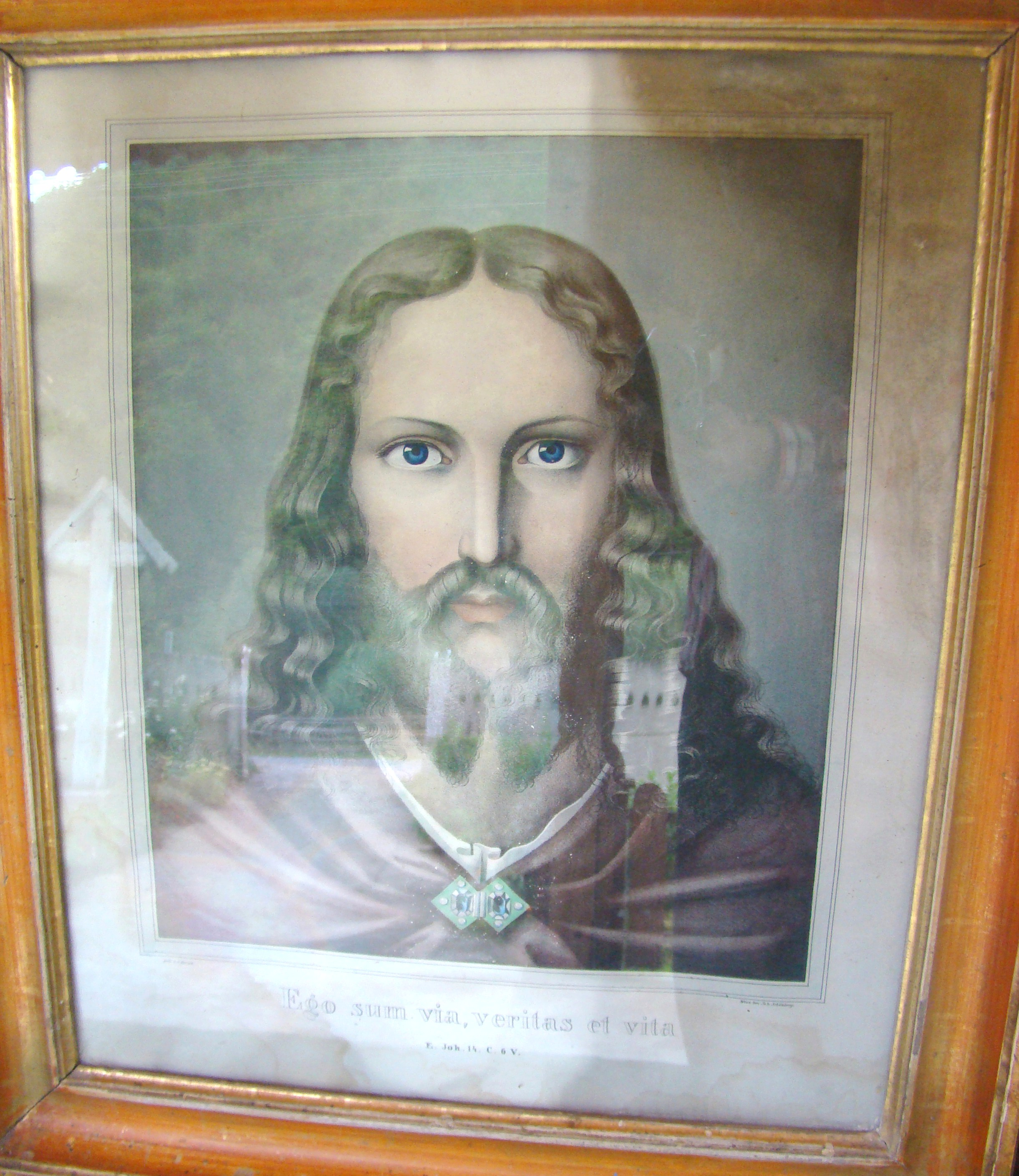
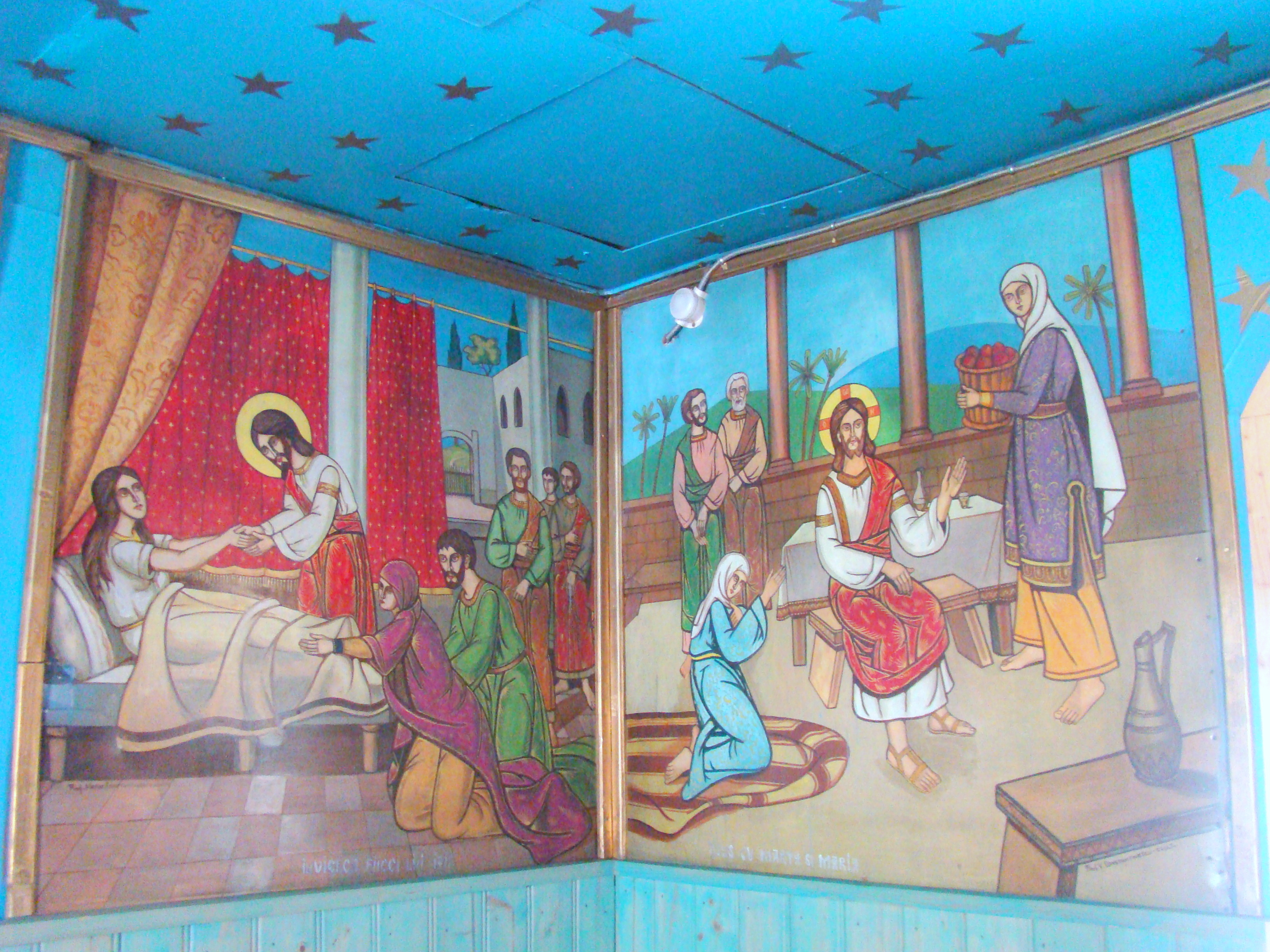
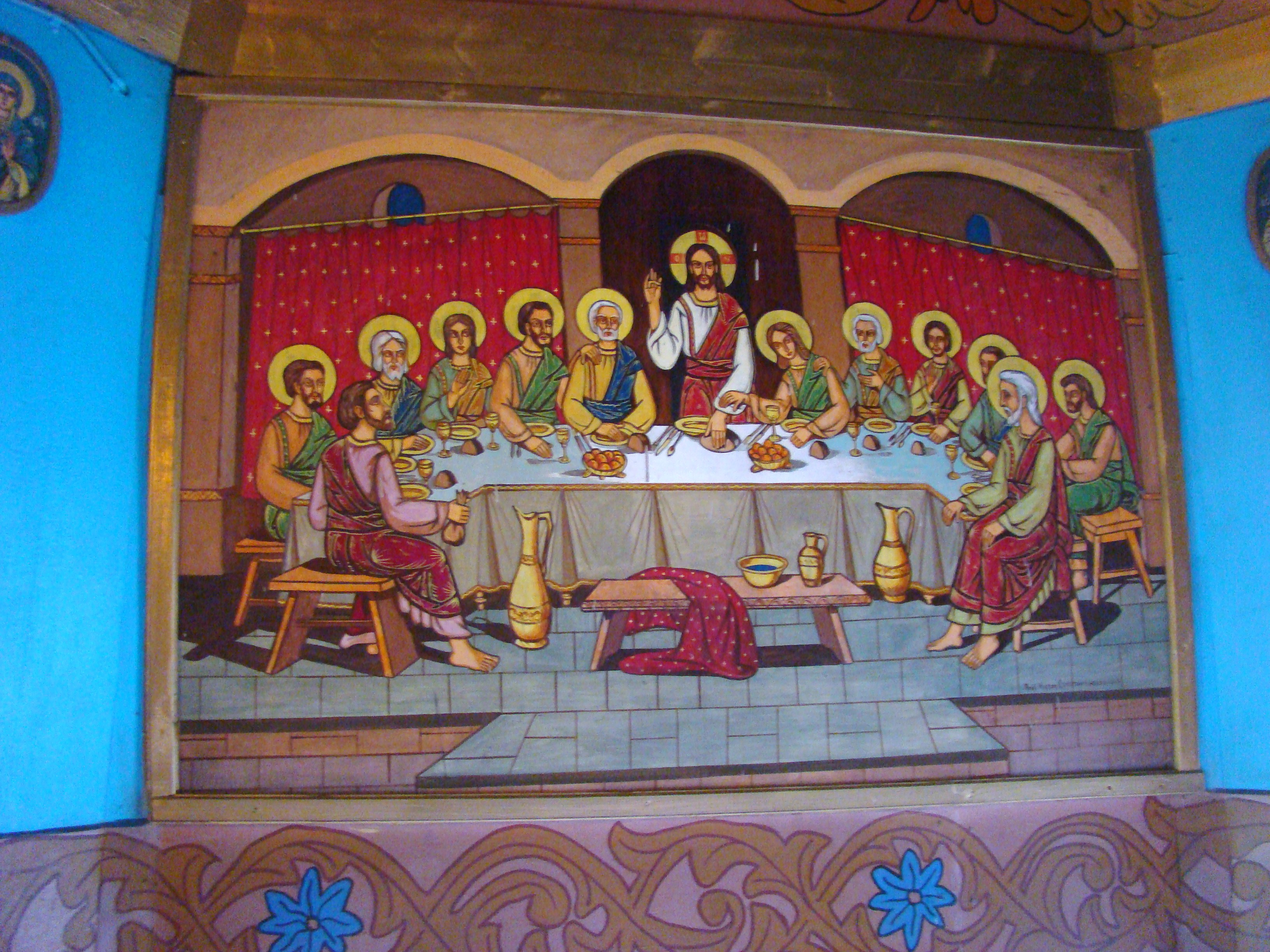
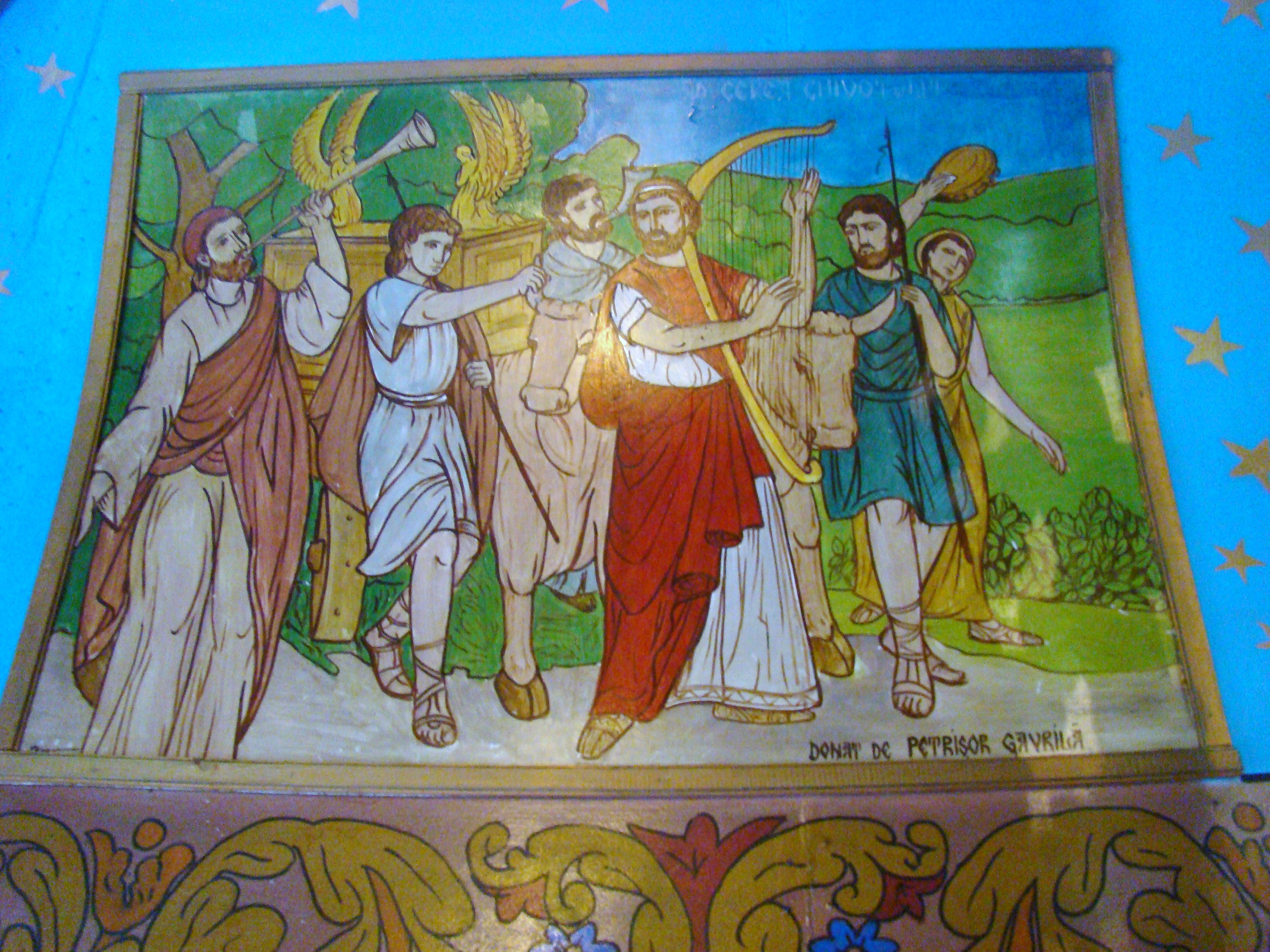
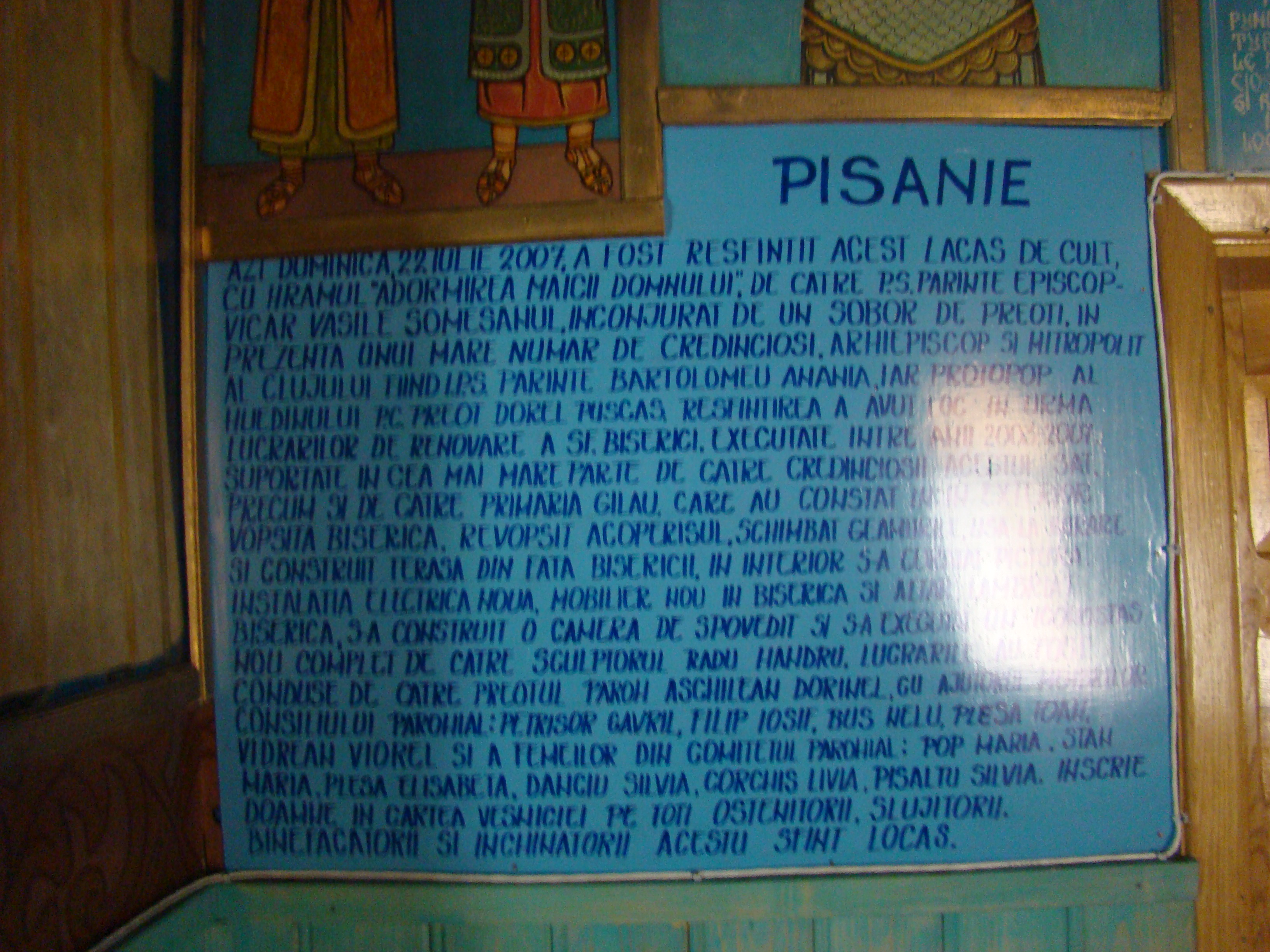